# Nicholas Ball (actor)
John Nicholas Ball (11 de abril de 1946 - 4 de junio de 2024) fue un actor inglés, conocido principalmente por interpretar el papel principal en la serie de televisión Hazell.
Ball también interpretó al despiadado capo de la pandilla Terry Bates en EastEnders entre 2007 y 2009. Además, actuó como Garry Ryan en la quinta serie de Footballers' Wives y en ambas series de su programa derivado Footballers' Wives: Extra Time. Su voz se escuchó en varios audiolibros disponibles en internet, narrando obras de autores como Christopher Hitchens y James Maybrick. En 2019, apareció en un anuncio para Premier Inn, interpretando al gerente de Lenny Henry.

## Vida personal
Ball nació en Leamington Spa, Warwickshire, y creció en Hastings, Sussex. Se formó como actor en el Bristol Old Vic.
Ball estuvo casado con la actriz y psicóloga Pamela Stephenson desde 1978 hasta que ella lo dejó por el comediante Billy Connolly. Más tarde, se casó con su pareja de largo plazo, la actriz Ayda Kay, en 2019.
Ball falleció el 4 de junio de 2024, a la edad de 78 años.

## Filmografía
- Overlord (1975)
- The Picture of Dorian Gray (BBC) (1976)
- The Crezz (1976)
- Rogue Male (1976)
- Who Is Killing the Great Chefs of Europe? (1978)
- Hazell (1978–1979)
- The House that Bled to Death (1980) (TV) en la serie Hammer House of Horror
- Play for Today Sorry (1981)
- The Young Ones Series 1; Episode: Interesting (1982)
- "Who Cares Wins – The Key To Success"  (video de entrenamiento del personal de Austin Rover) (1983)
- Bergerac Dos apariciones: Serie 2; Episodio 7 (1983); Especial de Navidad (1988)
- Alas Smith and Jones, al menos una aparición. Episodio 1 (enero de 1984)
- Lifeforce (1985)
- Colin's Sandwich Serie 2 (1989)
- Heartbeat Serie 7; Episodio 7 (1997) – Charlie Fenton
- Red Dwarf Serie 4, Justice (1991) – el Simulante
- The Man Who Made Husbands Jealous (1997)
- Croupier (1998)
- Jonathan Creek Serie 3; Episodio 5 (1999) – Vince Rees
- Footballers' Wives: Extra Time  Serie 1–2 (2005–2006)
- Footballers' Wives Serie 5 (2006)
- Pie in the Sky  Serie 3; Episodio 4 (1996) – DCI Doggett
- Heartbeat Serie 16; Episodio 19 (2007) – Gregory Flambard
- EastEnders (2007–2009)
- Sisterhood (2008)
- Hustle (2009) – Frank Rose
- Holby City (2015) – Barry Copeland
- The Krays: Dead Man Walking (2018) – Harry Webster
- Doctors (2020) – Harold 'Aitch' Snetterton
- The Krays: New Blood (2021) – Harry Webster